# Hugenwaldtunnel
Der Hugenwaldtunnel ist ein 1135 m langer Straßentunnel, in dem die B 294 die Stadt Waldkirch im Elztal umquert. Der zweispurige Gegenverkehrstunnel verläuft in West-Ost-Richtung südlich der Stadt.

## Bau
Erste Planungen für den Bau eines Umgehungstunnels für Waldkirch gab es bereits in den 1950er Jahren. Ab 1969 starteten Vermessungsarbeiten, es wurden drei Planungsvarianten erarbeitet. Der Planfeststellungsbeschluss erfolgte 1977. Der Tunnelanschlag war am 23. September 1980, der Tunneldurchschlag am 25. August 1981. Bis 1985 erfolgte dann der Ausbau des Tunnels. Der Tunnel wurde am Freitag, dem 13. Dezember 1985 vom damaligen baden-württembergischen Innen- und Verkehrsminister Dietmar Schlee eröffnet. Damals war der Hugenwaldtunnel der längste einröhrige Straßentunnel in der Bundesrepublik Deutschland.

## Betrieb
Der Tunnel wird täglich von fast 20.000 Kraftfahrzeugen passiert. Die zulässige Höchstgeschwindigkeit im Tunnel beträgt im Normalbetrieb 80 km/h. Bei Störungen wird die Höchstgeschwindigkeit über elektronische Tafeln auf 60 oder 50 km/h herabgesetzt. Die Lüftung erfolgt als Längslüftung mit Mittelkamin. Etwas außerhalb der Tunnelmitte gibt es eine Kavernenzentrale mit einem 60 m hohen Abluftkamin.

## Sicherheitstechnische Nachrüstung und Sanierung
Nach zweieinhalbjähriger Sanierung für 27 Millionen Euro mit zeitweiser Sperrung wurde der Hugenwaldtunnel im Juni 2014 wieder dem Verkehr übergeben. In der ersten Bauphase wurde ein je 2,25 m breiter und hoher Rettungsstollen parallel zur Hauptröhre gebaut. Vorbereitende Arbeiten hierfür begannen im Frühjahr 2011. Die Betriebstechnik wurde in einem neuen Tunnelbetriebsgebäude am Ostportal nördlich der B 294 untergebracht. In der zweiten Phase wurde die bestehende Tunnelröhre saniert.

## Sonstiges
Im Tunnel sind auch die sechs Kabel (zwei Drehstromkreise) der 110-kV-Doppelleitung zwischen den Umspannwerken Denzlingen und Bleibach verlegt, die unter anderem das hintere Elztal mit elektrischer Energie versorgt.